# Danh sách núi lửa tại Việt Nam
Đây là danh sách các ngọn núi lửa nổi bật còn hoạt động hay đã tắt ở Việt Nam.
| Tên                     | Độ cao  | Độ cao    | Vị trí                                      | Tỉnh                  | Lần phun trào gần nhất  | Kiểu (Tất cả núi lửa đã tắt)         |
| ----------------------- | ------- | --------- | ------------------------------------------- | --------------------- | ----------------------- | ------------------------------------ |
| Định Quán - Đồng Nai Hạ | 392 (m) | 1286 (ft) | 10°48′B 107°12′Đ / 10,8°B 107,2°Đ           | Đồng Nai              | Thế Holocen             | Tổ hợp                               |
| Lý Sơn                  | 181     | 594       | 15°23′B 109°07′Đ / 15,38°B 109,12°Đ         | Quảng Ngãi            | Thế Holocen             | Tổ hợp                               |
| Đồng Nai Thượng         | -       | -         | 11°36′B 108°12′Đ / 11,6°B 108,2°Đ           | Lâm Đồng              | Thế Holocen             | Đã bị phá hủy                        |
| Hòn Tro                 | -20     | -66       | 10°09′29″B 109°00′50″Đ / 10,158°B 109,014°Đ | Ngoài khơi Bình Thuận | 1923                    | Núi lửa ngầm                         |
| Toroeng Prong           | -       | -         | 14°56′B 108°00′Đ / 14,93°B 108°Đ            | Kon Tum               | Thế Holocen             | Đã bị phá hủy                        |
| Veteran                 | -       | -         | 9°50′B 109°03′Đ / 9,83°B 109,05°Đ           | Ngoài khơi Bình Thuận | 1928                    | Núi lửa ngầm                         |
| Núi Bà Đen              | 996     | 3268      | 11°22′55″B 106°10′16″Đ / 11,382°B 106,171°Đ | Tây Ninh              | Thế Holocen             | Núi lửa đã tắt                       |
| Núi Yên Ngựa            | 452     | 1483      | 19°21'53.5"B 105°26 '54.1"Đ                 | Nghĩa Đàn, Nghệ An    | -                       | Núi lửa hình nón                     |
| Chư Đăng Ya             |         |           | 14°08′16″B 108°02′48″Đ                      | Chư Păh, Gia Lai      | Khoảng 10,000 năm trước | Tổ hợp                               |
| Núi Tà Cú               | 649     | 2129      | 10° 49′ 41″ N, 107° 52′ 58″ E               | Bình Thuận            | -                       | Núi lửa đã tắt                       |
| Chư Blưk                | 290     | 951       | 12,4B 107,9Đ                                | Đắk Nông              | -                       | Núi lửa dạng tầng, Hang động núi lửa |
| T'Nưng                  | -19     | -62       | 14° 3′ 34″ N, 108° 0′ 52″ E                 | Gia Lai               | -                       | Tổ hợp, Miệng núi lửa đổ sụp         |
| Vinhkh - Linhkh         | -       | -         | 17.08°N 107.05°E                            | Quảng Trị             | Thế Pleistocene         | Đã bị phá hủy                        |
| Bà Rá                   | 563     | -         | 11.81, 107.00                               | Bình Phước            | -                       | Núi lửa đã tắt                       |
| R'chai                  | 250     | -         | 11.706943443661809, 108.31473297243528      | Lâm Đồng              | -                       | Tổ hợp                               |
| Núi Đọ                  | 160m    | -         | 19.874861793531796, 105.73260407591457      | Thanh Hóa             | -                       | Núi lửa đã tắt                       |
| Trường Sơn (núi lửa)    | <150m   | -         | 12.991735482750078, 109.07172949473637      | Phú Yên               | -                       | Núi lửa hình nón                     |